# Höst (bok)
Höst är en bok av Selma Lagerlöf, utgiven 1933. Den var den sista boken Lagerlöf gav ut. Boken innehåller tal, essäer, noveller och legender.